# Dao Vallis
La Dao Vallis è una struttura geologica della superficie di Marte.